# Самылов, Владимир Валерьевич
Владимир Валерьевич Самылов (род. 7 декабря 1964, Алапаевск, Свердловская область, РСФСР, СССР) — советский и российский спортсмен, Заслуженный тренер России по лёгкой атлетике.

## Биография
Владимир Валерьевич Самылов родился 7 декабря 1964 года в Алапаевске. Окончил Челябинский государственный институт физической культуры по специальности «Преподаватель физической культуры». Посвятил свою жизнь тренерской карьере и работает преподавателем вот уже более тридцати лет. За свои достижения на данном поприще был удостоен звания «Заслуженный тренер России», а в 2013 году стал лауреатом 2-й степени по итогам конкурса «Лучший детский тренер Свердловской области» в номинации «Тренер Чемпиона». 
Подготовил ряд известных спортсменов, одной из самых выдающихся из которых является О. О. Стульнева (Фёдорова) ― серебряный призёр Летних Олимпийских игр 2004 года и Чемпионата мира по лёгкой атлетике 2003 года в эстафете 4×100 метров в составе российской сборной.
В 2008 году Самылов выдвигался на пост депутата городской думы Алапаевска в порядке самовыдвижения.
Является судьёй первой категории по лёгкой атлетике и третьей ― по лыжным гонкам. На данный момент работает старшим тренером-преподавателем отделения лёгкой атлетики в ДЮСШ № 1 Алапаевска.